# Alejandro Cappuccio
Alejandro Martín Cappuccio Díaz (Montevideo, Uruguai, 2 de fevereiro de 1976) é um professor de educação física, advogado, escrivão, e treinador de futebol uruguaio. Treinava o Clube Nacional de Football da Primeira Divisão de Uruguai.. Atualmente sem clube. 

## Trajetória
Cappuccio graduo-se como professor de educação física em 1998 e como escrivão em 2000. Tem estado envolvido ativamente no futebol desde jovem; jogou nas divisões inferiores do Clube Nacional de Football como zagueiro, desde 1990 a 1994. Mais adiante começaria sua carreira como treinador trabalhando nas divisões de base de diversas equipes uruguaias.
A 14 de outubro de 2020, Cappuccio liderou a Rentistas para uma vitória decisiva contra Nacional em uma partida de desempate ao final do Torneio Apertura do Campeonato Uruguaio.
Em 22 de agosto, ele acordou em romper com o Nacional, depois de perder por 2 a 0 para o River Plate(Uruguai).
| Clube                         | País    | Ano             |
| ----------------------------- | ------- | --------------- |
| Wanderers (categoria de base) | Uruguai | 2011            |
| Juventude (categoria de base) | Uruguai | 2012            |
| Fénix (categoria de base)     | Uruguai | 2013 - 2014     |
| Peñarol (categoria de base)   | Uruguai | 2015 - 2017     |
| Wanderers (categoria de base) | Uruguai | 2017 - 2018     |
| Rentistas                     | Uruguai | 2018 - 2021     |
| Nacional                      | Uruguai | 2021 - presente |

| Título                    | Clube     | País    | Ano  |
| ------------------------- | --------- | ------- | ---- |
| Play-offs Segunda Divisão | Rentistas | Uruguai | 2019 |
| Torneio Apertura          | Rentistas | Uruguai | 2020 |